# Montreux Jazz Festival 1974
Das Montreux Jazz Festival 1974 war die achte Ausgabe des Montreux Jazz Festival. Als Mitschnitte der Auftritte wurden zahlreiche Live-Alben veröffentlicht.

## Geschichtliches
Die Hauptkonzerte fanden zwischen dem 28. Juni und dem 7. Juli 1974 statt. Das Festival wurde wiederum im Kongressgebäude von Montreux durchgeführt.
Vom 28. Juni bis 1. Juli fanden Blues-, Gospel und R&B-Konzerte mit etablierten Interpreten aus den USA und nun auch wieder aus Grossbritannien statt. Am 3. Juli präsentierten sich Bands aus der Schweiz. In den folgenden Tagen nutzten Platten-Labels wie Black Lion Records, Fantasy Records und Arista Records das Festival als Plattform und präsentierten (mit wenigen Ausnahmen) amerikanische Musiker, die bei ihnen unter Vertrag standen, z. T. bei speziellen Label-Nächten. Auch Newcomer wie OM nutzten die Möglichkeit des Mitschnitts durch das Schweizer Fernsehen.

## Gruppen (alphabetisch)
- Art Ensemble of Chicago (mit Lester Bowie, Roscoe Mitchell, Joseph Jarman, Malachi Favors, Don Moye sowie Richard Abrams)
- Back Door (mit Ron Aspery, Dave MacRae, Colin Hodgkinson, Tony Hicks)
- Billy Cobham (mit Randy Brecker, Glenn Ferris, Michael Brecker, Milcho Leviev, John Abercrombie, Alex Blake, Lee Pastore)
- Boillat Therace Quintet (mit Raymond Therace, Jean-Francois Boillat, Frederic Pecoud, Eric Wespi, Rogelio Garcia)
- Buddy Guy & Junior Wells (mit Pinetop Perkins, Terry Taylor, Bill Wyman, Dallas Taylor)
- Cecil Taylor
- Charles Earland (mit Jon Faddis, Dave Hubbard, Cliff Adams, Aurell Ray, Ron Carter, George Johnson Jr.)
- Dr. Feelgood Piano Red
- Earl „Fatha“ Hines
- Eddie „Cleanhead“ Vinson (mit Jay McShann, Tiny Grimes, Jimmy Woode, Oliver Jackson)
- Flora Purim (mit Milton Nascimento, David Amaro, Pat Rebillot, Wagner Tiso, Ron Carter, Roberto Silva, Airto Moreira)
- Gil Evans Orchestra (mit Peter Levin, Billy Harper, Gil Evans, Peter Gordon, Marvin Peterson, Lew Soloff, Trevor Koehler, John Stubblefield, Howard Johnson, Tom Malone, Paul Metzke, Don Pate, Susan Evans, Warren Smith, Bruce Ditmas)
- Helen Humes (mit Buddy Tate, Earl Hines, Jimmy Woode, Ed Thigpen)
- Jay McShann
- Jay McShann & Helen Humes
- Larry Coryell and The Eleventh House (mit Michael Lawrence, Mike Mandel, Danny Trifan, Alphonse Mouzon)
- Mahavishnu Orchestra (mit John McLaughlin, Jean-Luc Ponty, Gayle Moran, Ralph Armstrong, Michael Walden, Steve Kindler, Carol Shive, Marsha Westbrook, Phillip Hirschi, Bob Knapp, Steve Frankovitch)
- Myriam Klein & Slide Hampton Quartet (mit Vince Benedetti, Isla Eckinger, Billy Brooks)
- Muddy Waters (mit Buddy Guy, Junior Wells, Pinetop Perkins, Terry Taylor, Bill Wyman, Dallas Taylor)
- OM (mit Urs Leimgruber, Christy Doran, Bobby Burri, Fredy Studer)
- Pop Corn All Stars (mit Raymond Court, Raymond Droz, Stephane Guerault, Jean Bionda, Martine Kay, Peter Frei, Stuff Combe)
- Randy Weston Sextet (mit Billy Harper, William Allen, Don Moye, Steve Barrios)
- Reverend Isaac Douglas (mit Charles Bernet, Fred Washington, Charles McCloud)
- Richard Abrams
- Roland Hanna (auch im Duo mit Jay McShann)
- Rvd Isaac Douglas and The Stars of Faith (mit Frances Steadman, Mattie Harper, Kitty Parham, Sadie Frances Keys, Fred Washington, Esther Ford, Charles McCloud)
- Soft Machine (mit Karl Jenkins, Mike Ratledge, Allan Holdsworth, Roy Babbington, John Marshall)
- Sonny Rollins (mit Rufus Harley, Yoshiaki Masuo, Stanley Cowell, Bob Cranshaw, David Lee, Mtume)
- Thad Jones & Mel Lewis Big Band (mit Thad Jones, Jon Faddis, Cecil Bridgewater, Steve Furtedo, James Bossy, Bill Campbell, Dave Taylor, Jimmy Knepper, Quentin „Butter“ Jackson, Billy Harper, Jerry Dodgion, Ron Bridgewater, Ed Xiques, Pepper Adams,  Walter Norris, Jiri Mraz, Mel Lewis sowie Dee Dee Bridgewater)
- The 21st Century Singers (mit Lula Jordan, Janice Yearwood, Millicente Alexander, Emaryne Murray, Billy Cartwright, Charles Miller, Johnny Whittaker, Shannon Williams, Frances Campbell, Barbara Greene, Nannie Ellis, Gladys Crite, Charles Barnett, Carrie Cantrell Holman, Jerry Cantrell Holman, Gerry Jones, Fred Daniels)
- The Olympic Runners (mit Pete Wingfield, Joe Jammer, Jerome Rimsen, Peter van Hooke)
- Van Morrison (mit Pete Wingfield, Jerome Rimson, Dallas Daylor)
- Woody Herman and his Herd (mit Dave Stahl, Bill Byrne, Buddy Powers, Gary Pack, Nelson Hatt, Jim Pugh, Dale Kirkland, Frank Tiberi, Gary Anderson, Greg Herbert, Jan Konopásek, Andy Laverne, Chip Jackson, Jeff Brillinger)

## Diskographie
- Art Ensemble of Chicago: Kabalaba: Live at Montreux Jazz Festival (AECO 1978)
- Billy Cobham: Shabazz (Recorded Live in Europe) (Atlantic 1975; auch Aufnahmen aus London)
- Larry Coryell & The Eleventh House: At Montreux (Vanguard 1978)
- Charles Earland: Kharma (Prestige 1975, wiederveröffentlicht unter dem Titel In Concert)
- Gil Evans Orchestra: Montreux Jazz Festival '74 (Philips 1975; nur in Japan)
- Buddy Guy & Junior Wells: Messin’ with the Kids: Live at the 1974 Montreux Jazz Festival (Castle 2006; zunächst unter dem Titel Drinkin' Tnt 'N' Smokin' Dynamite Blind Pig/Ripple 1982)
- Roland Hanna: Perugia: Live at Montreux 74 (Arista/Freedom 1975)
- Woody Herman: Herd at Montreux (Fantasy 1974)
- Earl Hines: West Side Story (Black Lion 1975)
- Mahavishnu Orchestra: Montreux Jazz Festival 1974 (Raubpressung, o. J.; DVD Live At Montreux 1984 / 1974 bei Eagle 2007)
- Van Morrison: Live at Montreux 1980 / 1974 (Eagle 2006)
- Piano Red: Ain’t Goin’ to Be Your Low Down Dog No More! Recorded Live at the Montreux Jazz Festival (Black Lion 1974)
- Om: Montreux Live & More (Indian Records 1975; Seite 2 ist eine Studioaufnahme)
- Flora Purim: 500 Miles High (Milestone 1976)
- Sonny Rollins: The Cutting Edge (Milestone 1974)
- Soft Machine: Switzerland 1974 (Cuneiform 2015)
- Cecil Taylor: Silent Tongues: Live at Montreux ’74 (Arista/Freedom 1975; auch veröffentlicht 1981 unter dem Titel Cecil Taylor in der Serie Il Grandi di Jazz)
- Muddy Waters: The Montreux Years (BMG 2021; auch Aufnahmen von Auftritten in 1972 und 1977)
- Randy Weston: Carnival (Live at Montreux '74) (Arista/Freedom 1975)
- V. A.: Tribute to Duke Ellington – Live at the Montreux Jazz Festival 1974 (Black Lion 1974, mit Earl Hines, Roland Hanna, Jay McShann, Cecil Taylor, Randy Weston)

## Plakat
Nach 1971 gestaltete erneut Bruno Gaeng, Creative Director einer ortsansässigen Werbeagentur, das Plakat für das Festival. Im Gegensatz zu anderen Plakaten für das Festival erinnert das von 1974 mehr an ein klassisches Tourismus-Plakat der damaligen Zeit: oben steht prominent «Montreux», unterhalb der Mitte reihen sich die Sehenswürdigkeiten der Region auf: Schloss, Berge, Palmen und Blumen, Touristen, Wasserball, Ski, See und Dampfschiff. Das Blau vom Ufer des Sees ist zugleich die Seite einer Gitarre unten am Plakat, die den Bezug zur Musik herstellt. Das Plakat bringt zum Ausdruck, dass das Festival ursprünglich ein Mittel war, um den Tourismus in Montreux wiederzubeleben. Wie auf anderen Plakaten findet sich die Erwähnung der Schweiz in mehreren Sprachen – zum ersten Mal hat es eine Schweizerfahne auf dem Festivalplakat. Ebenfalls zum ersten Mal findet sich ein Hinweis auf die traditionelle Durchführung des Anlasses: «8th international Jazz Festival 1974» Unter diesem Titel, der mit der Überschrift «Montreux» darüber konkurrenziert, sind die Daten des Anlasses aufgeführt mit den Verweisen auf die thematischen Schwerpunkte Blues und Jazz pro Tag. Etwas prominenter als in anderen Jahren sind auch die Kontaktangaben (Postfach, Telefonnummer) am Fuss des Plakats. Klein vor dem  Loch der Gitarre ist ein Löwe gezeichnet.
Das leuchtende Gelb des Hintergrunds und die Schriften sind sehr im damaligen Stil gehalten. Abgesehen vom Schriftzug «Montreux» und der Gitarre, die beige sind, dominiert ansonsten die Farbe Rot. Das Blau von See respektive Gitarrenseite sowie Blau und Grün in der Zeichnung bilden ein paar Akzente.